# Cloromagnesite
La cloromagnesite è un minerale.